# Svatopluk Schäfer (1951)
Svatopluk Schäfer (* 29. ledna 1951) je bývalý český fotbalový brankář. Jeho otcem byl fotbalový reprezentant Svatopluk Schäfer (1921–1996).

## Fotbalová kariéra
V československé lize hrál za Baník Ostrava. Ve druhé nejvyšší soutěži hrál za VP Frýdek-Místek. Po skončení aktivní kariéry působil jako trenér.

## Ligová bilance
| Ročník                                   | Zápasy | Góly | Minuty | Nuly | Klub             |
| ---------------------------------------- | ------ | ---- | ------ | ---- | ---------------- |
| 1. československá fotbalová liga 1972/73 | 2      | 0    | 180    | 1    | Baník Ostrava    |
| Česká národní fotbalová liga 1981/82     | 30     | 0    | –      | –    | VP Frýdek-Místek |
| Česká národní fotbalová liga 1982/83     | 30     | 0    | –      | –    | VP Frýdek-Místek |
| Česká národní fotbalová liga 1983/84     | 30     | 0    | –      | –    | VP Frýdek-Místek |
| Česká národní fotbalová liga 1984/85     | 29     | 0    | –      | –    | VP Frýdek-Místek |
| Česká národní fotbalová liga 1985/86     | 5      | 0    | –      | –    | VP Frýdek-Místek |
| CELKEM I. ČS. LIGA                       | 2      | 0    | 180    | 1    |                  |